# Galeriegrab Heiliger Stein
Das Galeriegrab Heiliger Stein ist eine jungsteinzeitliche Megalithanlage am Nordwesthang des Wetterbergkopfes über dem Wettertal nordöstlich von Trais-Münzenberg in Muschenheim, einem Ortsteil der Stadt Lich im Landkreis Gießen in Hessen. Die bereits 1893 und 1913 ausgegrabene und zwischen 1989 und 2003 erneut ausgegrabene Anlage wurde restauriert.
Neben dem Zugang steht ein einst etwa 4,0 m hoher, heute noch 2,75 m hoher Menhir (französisch menhir indicateur) aus Quarzit. Die Anlage besteht aus einer rechteckigen Kammer, in die von Norden ein in Resten erhaltener langer Gang mündet. Sie hat ihre nächste Entsprechung in Ostfrankreich und wurde von der Wartberg-Kultur errichtet. Sie datiert zwischen 3500 und 2800 v. Chr., zeitgleich zur östlichen Walternienburg-Bernburger Kultur und zur nördlichen Trichterbecherkultur (TBK).
Die Grundfläche der Anlage betrug etwa 18,0 × 12,0 m. Die 0,8 m hohe Grabkammer hat drei Decksteine, die bis zu 7 Tonnen wiegen. Der mittlere besteht aus Konglomerat, die äußeren aus Quarzit, der vom 2 km entfernten Münzenberg stammt. Im 7./8. Jahrhundert n. Chr. erfolgten in der Anlage Nachbestattungen in einer kleinen Steinkiste. In der Nähe liegt das Hügelgrab Heiliger Stein.

Galeriegrab Heiliger Stein
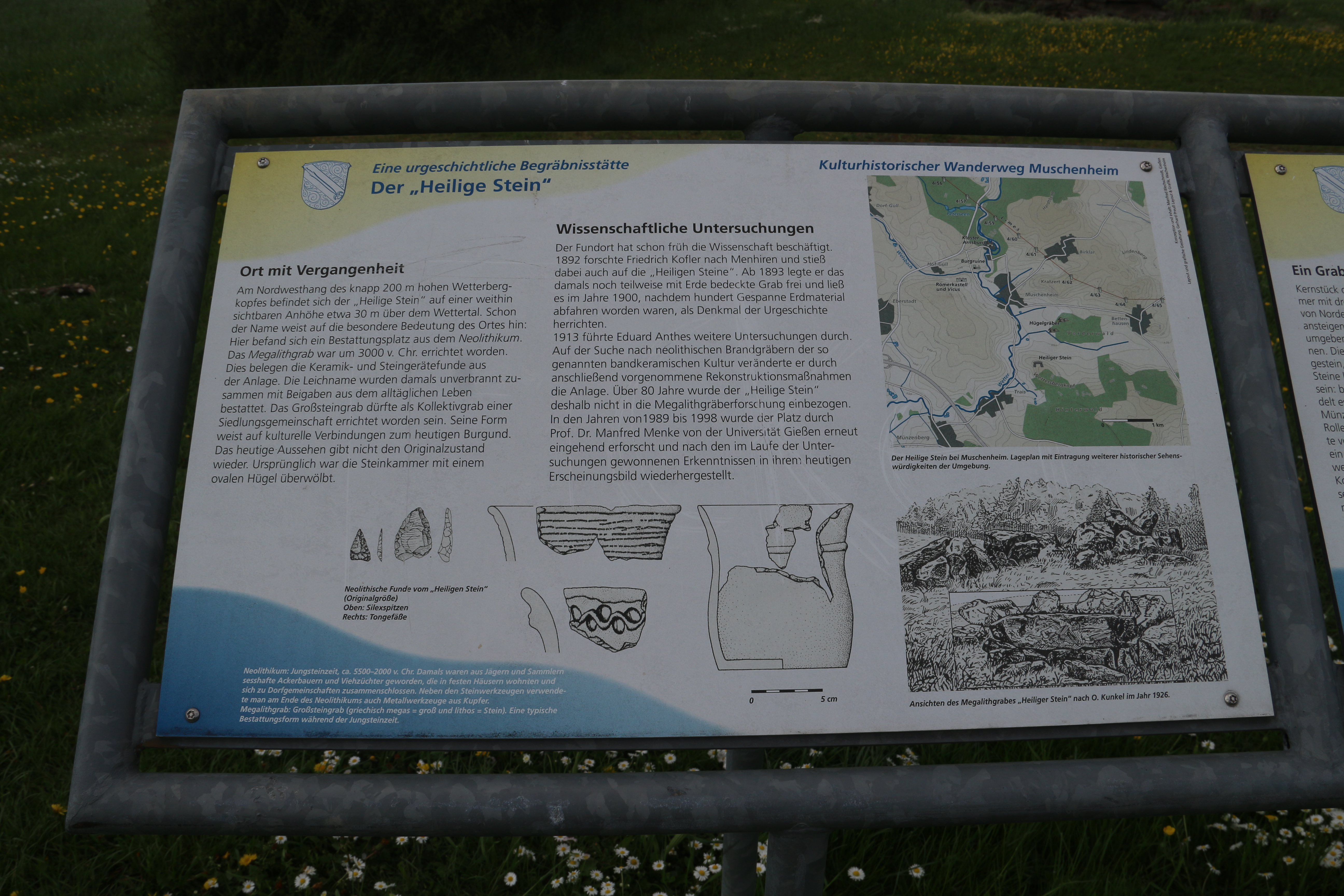
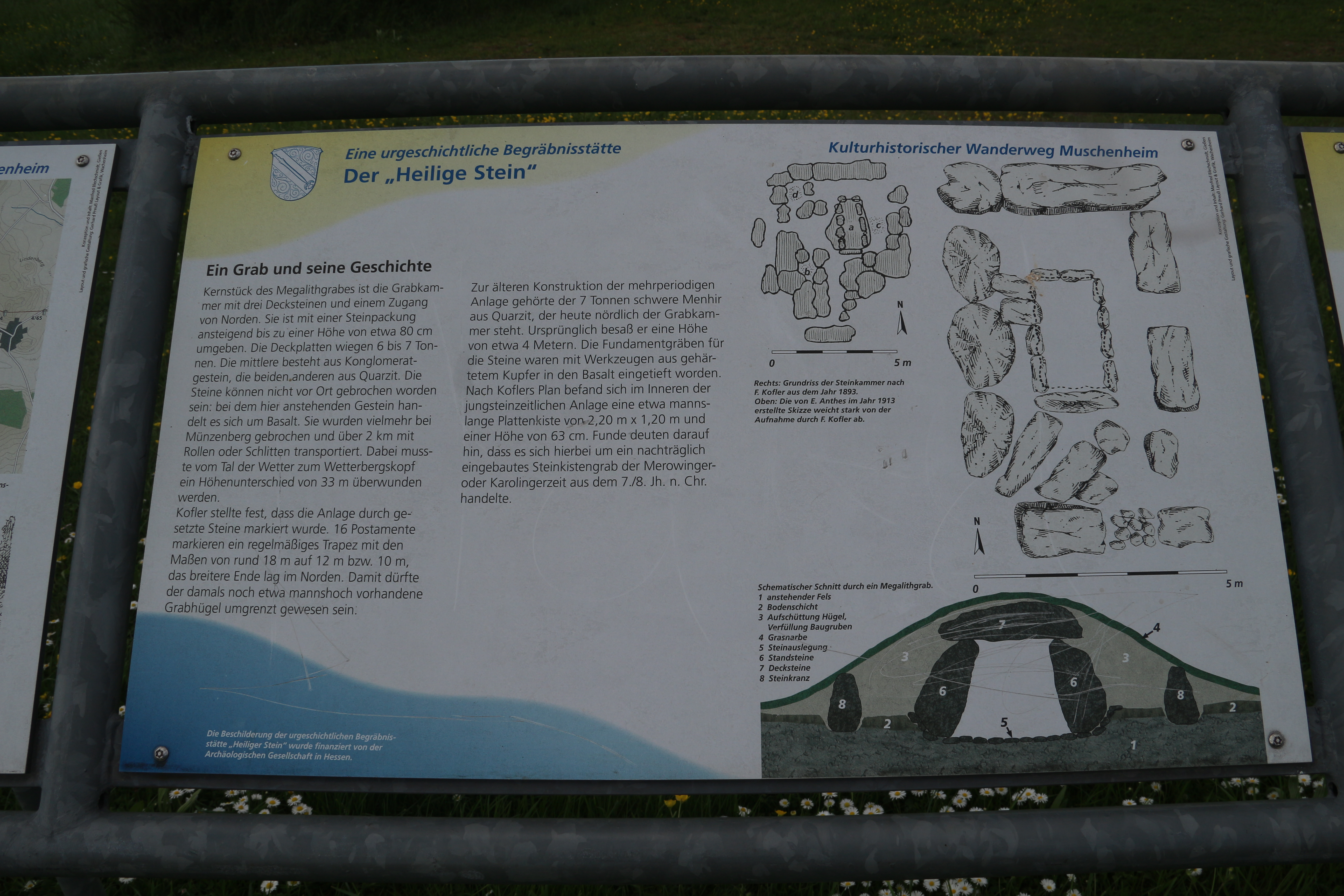
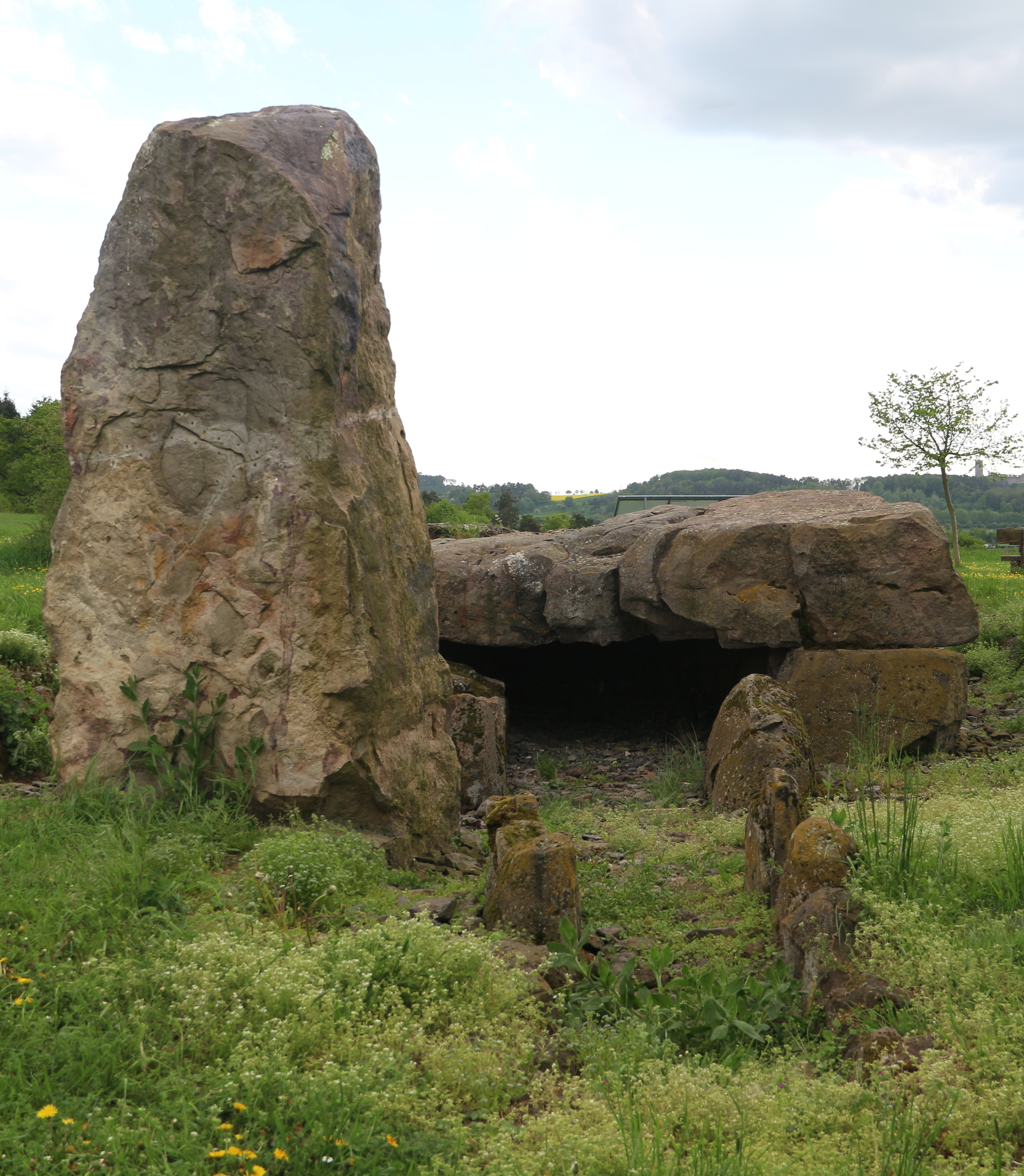